# Robie Creek
Robie Creek es un lugar designado por el censo ubicado en el condado de Boise en el estado estadounidense de Idaho. En el Censo de 2010 tenía una población de 1162 habitantes y una densidad poblacional de 14,88 personas por km².

## Geografía
Robie Creek se encuentra ubicado en las coordenadas 43°39′43″N 116°0′55″O / 43.66194, -116.01528. Según la Oficina del Censo de los Estados Unidos, Robie Creek tiene una superficie total de 78.08 km², de la cual 77.92 km² corresponden a tierra firme y (0.21%) 0.16 km² es agua.

## Demografía
Según el censo de 2010, había 1162 personas residiendo en Robie Creek. La densidad de población era de 14,88 hab./km². De los 1162 habitantes, Robie Creek estaba compuesto por el 0.1% blancos, el 0.43% eran afroamericanos, el 0.52% eran amerindios, el 0.43% eran asiáticos, el 0% eran isleños del Pacífico, el 0.26% eran de otras razas y el 1.89% pertenecían a dos o más razas. Del total de la población el 2.07% eran hispanos o latinos de cualquier raza.